# Тарай (Иркутская область)
Тарай — деревня в Качугском районе Иркутской области России. Входит в состав Ангинского муниципального образования. 

## География
Находится на юго-западе региона, по р. Большая Анга, примерно в 29 км к востоку от районного центра.

## Население
По данным Всероссийской переписи, в 2010 году в деревне проживало 14 человек (9 мужчин и 5 женщин).
| 2002 | 2010 | 2011 | 2012 |
| ---- | ---- | ---- | ---- |
| 20   | ↘14  | →14  | ↗15  |

## Инфраструктура
Личное подсобное хозяйство.

## Транспорт
Просёлочные дороги.